# Sandrine Testudová
Sandrine Testudová (* 3. dubna 1972, Lyon) je bývalá francouzská profesionální tenistka. Ve svojí kariéře vyhrála tři turnaje WTA v dvouhře a čtyři ve čtyřhře.

## Finále na turnajích WTA Tour

### Dvouhra (10)

#### Výhry (3)
| Legenda (Dvouhra)    |
| Tier I (0)           |
| Tier II (1)          |
| Tier III (0)         |
| Tier IV (1)          |
| Grand Slam (0)       |
| WTA Championship (0) |

| Číslo | Datum           | Turnaj                | Povrch | Finalistka           | Výsledek       |
| 1.    | 20. červen 1997 | Palermo, Itálie       | Antuka | Jelena Makarovová    | 7–6, 6–3       |
| 2.    | 5. říjen 1998   | Filderstadt, Německo  | Tvrdý  | Lindsay Davenportová | 7–6, 6–3       |
| 3.    | 20. červen 1997 | Waikoloa Village, USA | Tvrdý  | Justine Heninová     | 6–3, 2–0 skreč |